# Доња Калифорнија (полуострво)
Доња Калифорнија (шп. Baja California) је полуострво у северозападном делу Мексика. На западу и југу његове обале запљускују таласи Тихог океана док је на истоку Калифорнијски залив. Од континенталног дела Мексика одвојено је доњим током реке Колорадо. 
Полуострво се протеже од града Мексикали на северу до града Кабо Сан Лукас на југу, у дужини од око 1.250 км. Укупна површина полуострва је 143.396 км². 
У административном погледу територија полуострва је подељена између две савезне државе Мексика: Доње Калифорније која је на северу и Јужне Доње Калифорније на југу.

## Историја
Земља Калифорнија постојала је као мит међу европским истраживачима пре него што је откривена. Најраније познато помињање идеје Калифорније било је у љубавном роману Las Sergas de Esplandián из 1510. шпанског аутора Гарсије Родригеза де Монталва. Књига описује острво Калифорнија као локацију западно од Антила, „веома близу стране земаљског раја; и насељено је црним женама, без иједног мушкарца међу њима, јер живе на начин Амазонки“.
Након Ернан Кортесовог освајања Мексика, привлачност земаљског раја, као и потрага за легендарним Анијанским мореузом, помогли су да се мотивише да пошаље неколико експедиција на западну обалу Нове Шпаније током 1530-их и раних 1540-их. Године 1539, истраживач Франциско де Улоа доказао је да је Доња Калифорнија била полуострво, а не острво. Ипак, идеја о острву је опстајала дуже од једног века и била је укључена у многе мапе. Вода која раздваја острво, сада названа „Калифорнијски залив“, понекад се називала „Црвено море“. Шпанци су полуострву и земљама на северу дали име Лас Калифорнијас, укључујући и Доњу Калифорнију и Алта Калифорнију, регион који је постао део данашњих америчких држава Калифорнија, Невада, Јута, Аризона и делови Колорада и Вајоминга.

### Хронологија
- „У време контакта, Северна Доња Калифорнија је првенствено била насељена са неколико староседелачких група које су припадале јуманском језичком огранку језичке породице Хокан.” Друге аутохтоне групе у Доњој Калифорнији у време првог контакта укључују народе Пајпај, Кумејај (Кумијај), Кочими, Кукапас (Кокопа), Килива, Гвајкура (Гуајкура или Вајкури) и Перику.[5]
- 1578. или 1579. године: Сан Хуанило је била манилска галија која је потонула на плажи у Доњој Калифорнији крајем 1578. или почетком 1579. постала је прва олупина брода на обали Калифорније.[6]
- 1973: Завршен је 1.700 km (1.100 mi) дугачак транс-полуострвни аутопут (Мексички савезни аутопут 1). То је први асфалтирани пут који се простире на целом полуострву. Аутопут је изградила мексичка влада како би побољшала економију Доње Калифорније и повећала туризам.[7]
- Од 2000. године, пет најчешћих аутохтоних језика у Доњој Калифорнији су Микстеко, Запотеко, Наватл, Пурепеча и Трикуи.[8]

## Геологија
Полуострво Доња Калифорнија је некада било део Северноамеричке плоче, чији део остаје тектонска плоча копненог Мексика. Пре отприлике 12 до 15 милиона година, источнопацифички успон почео је да засеца у ивицу Северноамеричке плоче, иницирајући одвајање полуострва од ње. Ширење унутар Калифорнијског залива састоји се од кратких косих пукотина или сегмената гребена повезаних дугим трансформационим раседима у правцу северозапада, који заједно чине зону рифта Калифорнијског залива. Северни крај зоне раседа налази се у Бролијевој сеизмичкој зони у басену Солтон мора између Империјалног раседа и раседа Сан Андреас. Полуострво Доња Калифорнија је сада део Пацифичке плоче и са њим се удаљава од источно-пацифичког успона у правцу северо-северозапада.
Дуж обале северно од Санта Росалије, Јужна Баја Калифорнија је истакнуто подручје вулканске активности.
Пустињске мангрове ограничене на стеновите увале на неравној обали Доње Калифорније расту преко остатака сопственог корена хиљадама година да би компензовале пораст нивоа мора, акумулирајући дебели слој тресета испод свог корена. Међутим, мангрове у равним обалним поплавним подручјима су акумулирале тањи слој тресета.